# Bienfait
Bienfait es un pueblo canadiense situado en la provincia de Saskatchewan.

## Superficie
Bienfait tiene una superficie de 3,05 km².

## Demografía
En 2021, tenía 668 habitantes, una densidad poblacional de 218,7 hab./km², y 355 viviendas.